# Krater uderzeniowy

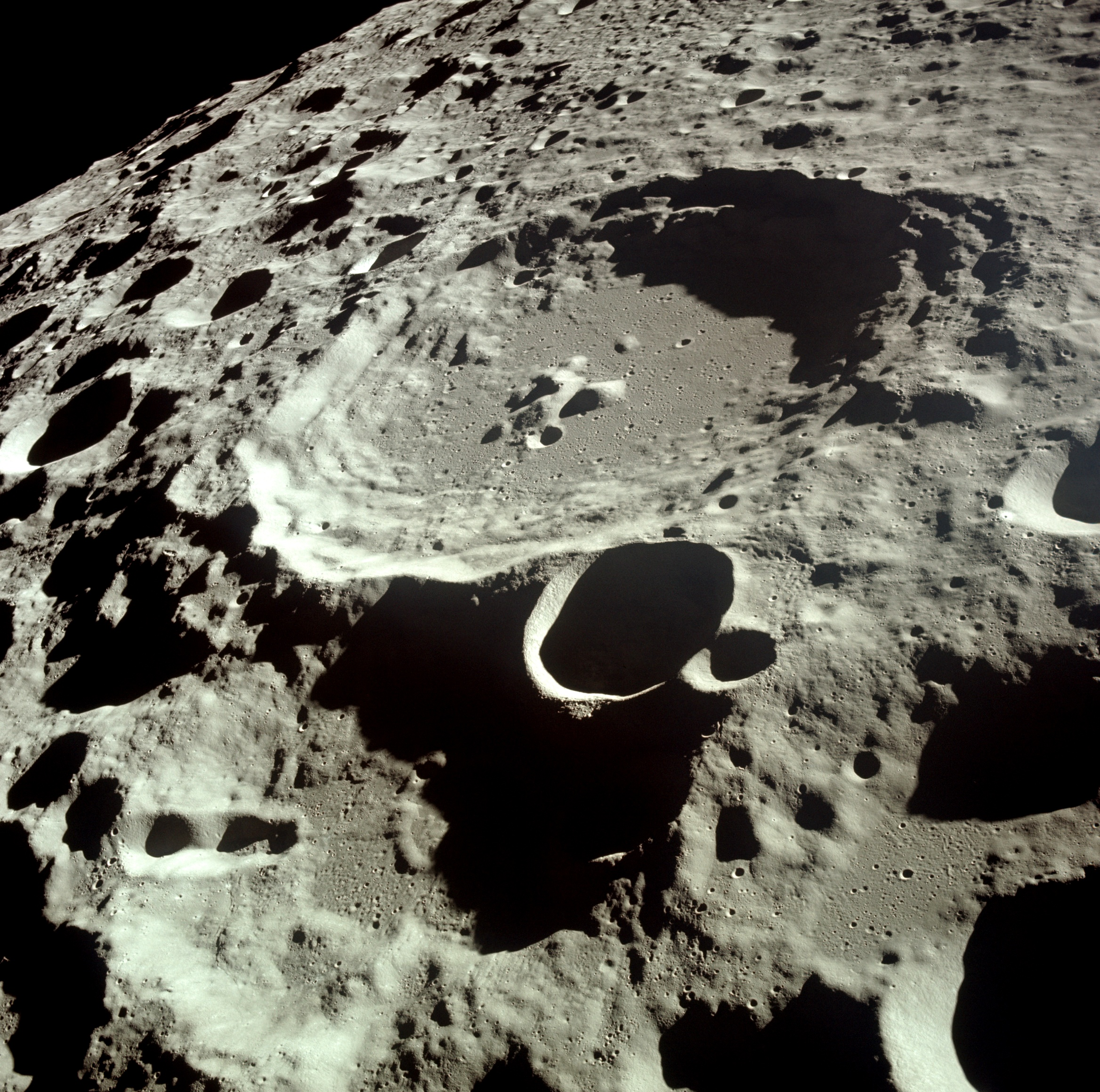
Krater uderzeniowy na Księżycu

Krater uderzeniowy – koliste zagłębienie (lub zniekształcenie) na powierzchni ciała niebieskiego, spowodowane upadkiem meteorytu, planetoidy lub komety.
Kratery są najczęściej spotykanymi elementami rzeźby powierzchni ciał o budowie skalistej i skalno-lodowej w Układzie Słonecznym, o ile ciało jest pozbawione atmosfery, a jego powierzchnia nie została przekształcona przez procesy geologiczne. Obserwowana gęstość występowania kraterów uderzeniowych zawiera informację o wieku struktury geologicznej nimi pokrytej i o intensywności procesów geologicznych. Na przykład Kallisto, satelita Jowisza, jest gęsto pokryty kraterami ponieważ nie ma tam intensywnych procesów erozyjnych ani wulkanicznych, które by je niszczyły. Natomiast Io (inny księżyc Jowisza) jest niemal zupełnie pozbawiony kraterów meteorytowych (mimo podobnej intensywności bombardowania przez meteoryty), bo ma tam miejsce intensywny wulkanizm.
Kratery uderzeniowe należy odróżnić od podobnych struktur innego pochodzenia, na przykład kraterów i kalder wulkanicznych, czyli zagłębień powstałych w wyniku eksplozji i rozerwania wulkanu, lub sztucznych wybuchów (na przykład jezioro Szagan), lejów krasowych, cyrków lodowcowych lub dajek pierścieniowych. Na Ziemi kratery uderzeniowe często wypełnione są wodą i wtedy nazywane bywają jeziorami kraterowymi.

## Historia badań

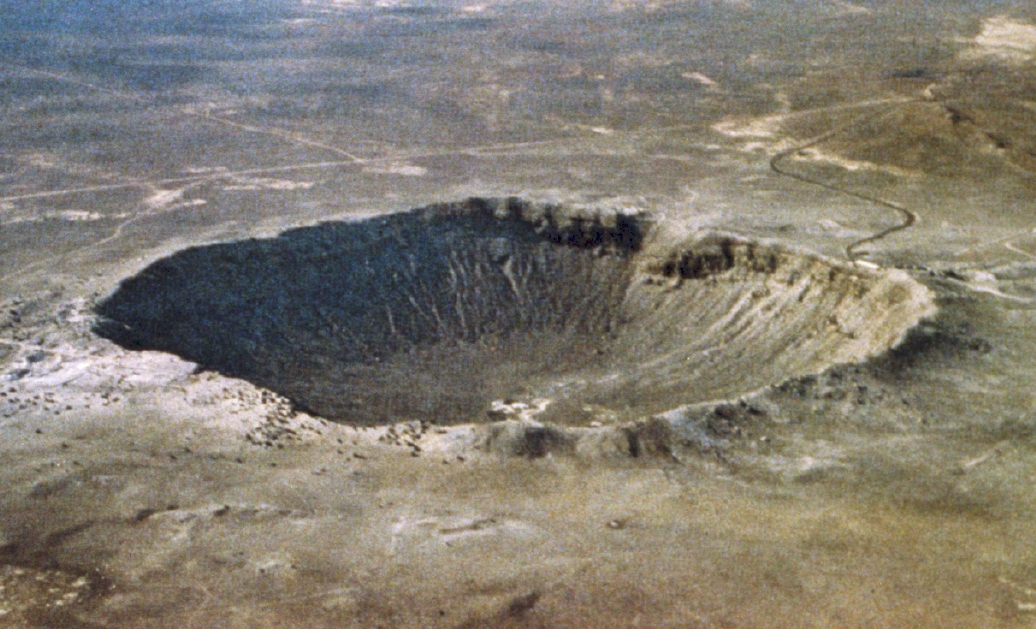
Krater Barringera w Arizonie

Pierwszy krater uderzeniowy został zidentyfikowany w Arizonie przez geologa Daniela Barringera w 1903 roku. Z początku jego idea pochodzenia tej struktury nie została przyjęta. Znaczenie tego odkrycia i implikacje mnogości kraterów uderzeniowych na Księżycu i innych ciałach zaczęły być rozumiane dopiero w latach 60. XX wieku; astronauci z programu Apollo ćwiczyli tam poruszanie się w księżycowym terenie. Krater Barringera jest obecnie najlepiej znanym i jednym z najlepiej zachowanych na Ziemi.

## Tworzenie krateru

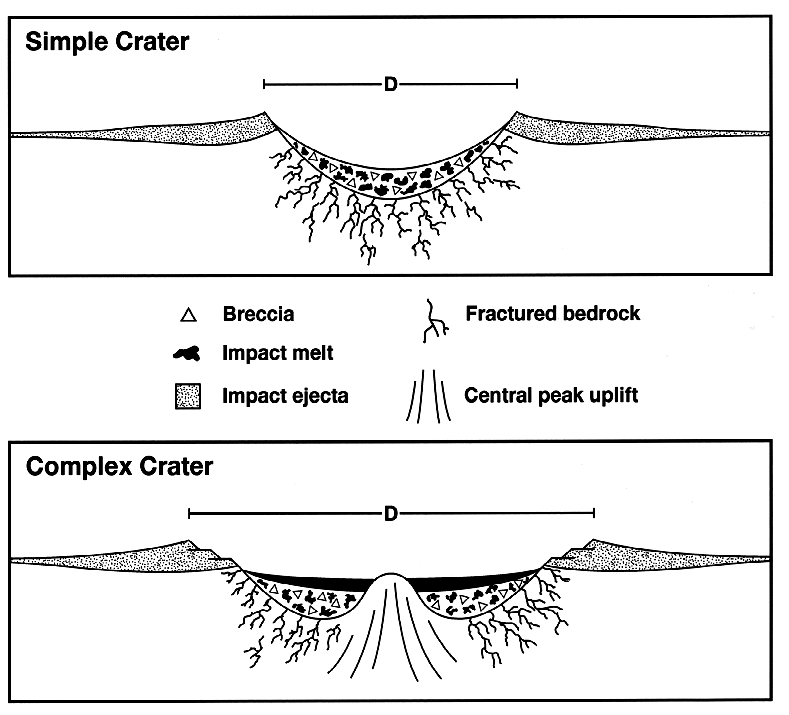
Typowe struktury kraterów uderzeniowych

Tworzenie krateru związane jest z uderzeniem meteorytu lecącego ze znaczną prędkością. Pomijając wpływ atmosfery ziemskiej, można ocenić, że minimalna prędkość meteorytu uderzającego Ziemię wynosi ok. 11 km/s (druga prędkość kosmiczna), zaś maksymalna to ok. 70 km/s (suma trzeciej prędkości kosmicznej w rejonie orbity ziemskiej i szybkości orbitalnej Ziemi dookoła Słońca). Mediana szybkości meteorytów uderzających Ziemię oceniana jest na 20–25 km/s.
Tworzenie krateru może być podzielone na następujące fazy:
- początkowy kontakt i kompresja,
- ekskawacja,
- modyfikacja i zapadanie.

Początkowy kontakt gwałtownie wyhamowuje czołową część meteorytu podczas gdy jego część tylna porusza się nadal. Powstaje fala uderzeniowa powodująca kompresję materiału. W przypadku dużych uderzeń ciśnienia przekraczają 1 terapaskal. Naprężenia przekraczają wytrzymałość materiału. Temperatura podnosi się, powodując jego topienie i odparowywanie. Kontakt, kompresja, dekompresja oraz przejście fali uderzeniowej przez rejon krateru zajmuje kilka dziesiątych sekundy w przypadku dużego zderzenia. Następująca ekskawacja materiału jest wolniejsza. Początkowo cząstki materiału przyspieszane są w dół i na zewnątrz, ale ruch ten zmienia kierunek w górę i na zewnątrz. Początkowo wgłębienie ma kształt w przybliżeniu półkulisty, który następnie staje się paraboloidalny. Maksymalne wgłębienie osiąga około 1/4 do 1/3 średnicy krateru. Około 1/3 objętości krateru powstaje w wyniku wyrzutu materiału (przykładowo planetoida o średnicy 1500 metrów, która uderzyła w Europę 15 milionów lat temu tworząc krater Nördlinger Ries, wyrzuciła ponad bilion ton skał), natomiast pozostała objętość powstaje w wyniku przesunięcia materiału w dół, w bok oraz, na obrzeżach, do góry, a także kompakcji materiałów porowatych. Powstający krater ma obrzeże topograficznie wypiętrzone.
Mniejsze kratery mają prostą strukturę i kształt misy. W przypadku kraterów powyżej pewnej granicznej wielkości (około 4 km w przypadku Ziemi), grawitacja natychmiast modyfikuje nowo powstały krater, czego rezultatem jest krater złożony, z charakterystycznym wypiętrzeniem w centrum. Kratery bardzo duże mają jeszcze bardziej złożoną strukturę, z wielokrotnymi pierścieniami otaczającymi koncentrycznie centralne wypiętrzenie.

## Kratery w Układzie Słonecznym

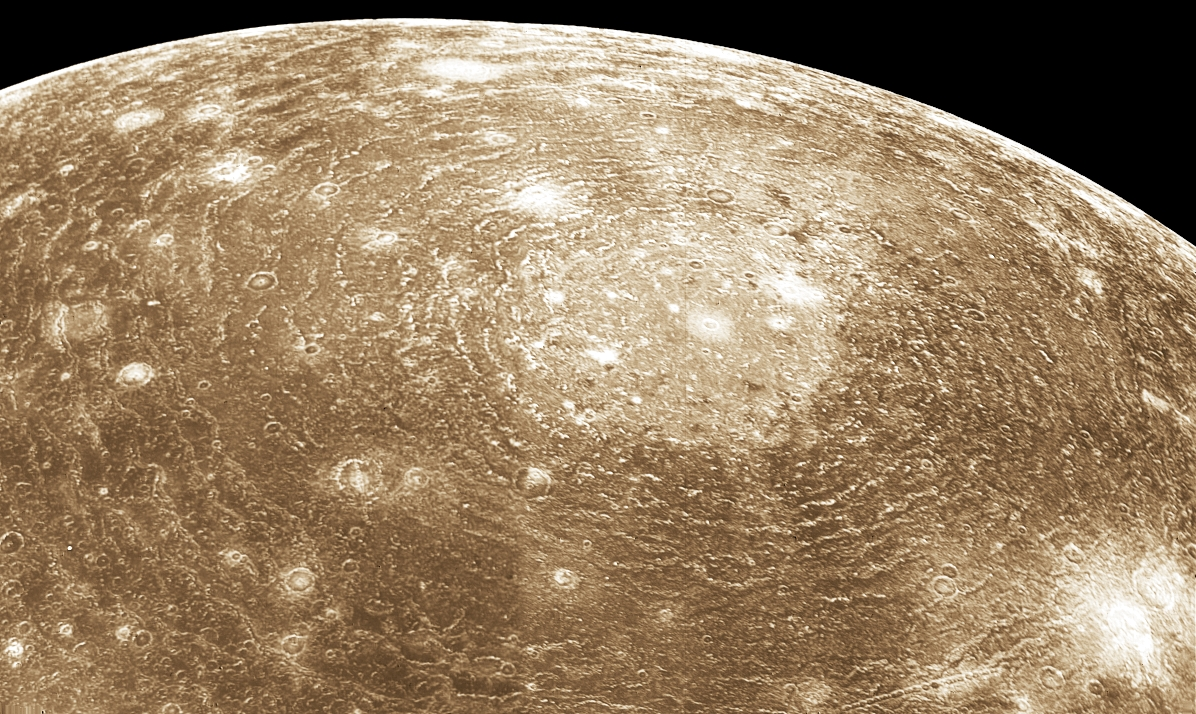
Wielopierścieniowy krater uderzeniowy Valhalla na Kallisto, księżycu Jowisza, zdeformowany przez procesy geologiczne

Dwie planety typu ziemskiego – Ziemia i Wenus oraz księżyc Saturna, Tytan posiadają gęste atmosfery, przez co są chronione przed uderzeniami mniejszych ciał, które ulegają spaleniu w atmosferze w postaci meteorów lub wyhamowują w niej, nie tworząc krateru. Kratery uderzeniowe nie występują na gazowych olbrzymach, nie posiadających stałej powierzchni, chociaż upadki małych ciał niebieskich na te planety nie należą do rzadkości.
Na Księżycu i innych ciałach niebieskich bez procesów tektonicznych i atmosfery, raz utworzone kratery mogą istnieć bez większych zmian przez miliardy lat, ewentualnie będąc niszczone przez powstanie nowszych kraterów. Dlatego Księżyc, księżyce planet-olbrzymów oraz planety Merkury i Mars są pokryte nieporównanie większą liczbą kraterów niż Ziemia. Do ważnych wyjątków należy Io, księżyc Jowisza, na którym kratery uderzeniowe zniszczył intensywny wulkanizm. Ponadto, na niektórych dużych księżycach lodowych miały miejsce w przeszłości procesy geologiczne, które mogły zdeformować rzeźbę kraterów. W niektórych przypadkach relief został całkowicie zatarty, pozostawiając jedynie jasny, kolisty ślad, tzw. palimpsest.
Na Ziemi procesy tektoniczne i erozja nieustannie odnawiają powierzchnię planety i stopniowo usuwają ślady kraterów, więc jest ich stosunkowo niedużo (zidentyfikowano 183). Nie pozostał żaden ślad po niezliczonych kraterach, które musiały powstać na powierzchni Ziemi w pierwszych kilkuset milionach lat jej istnienia, w czasie tzw. Wielkiego Bombardowania przez ciała pozostałe z procesu formowania planet Układu Słonecznego. Dodatkowo ciała spadające na Ziemię przeważnie trafiają w oceany, gdyż pokrywają one 71% powierzchni planety. Procesy tektoniczne usunęły także zdecydowaną większość kraterów z powierzchni Wenus.

### Największe baseny uderzeniowe
Rozmiary największych struktur pochodzenia impaktowego są czasem trudne do dokładnego określenia, z powodu ich zaawansowanego wieku (są one często zniszczone przez młodsze uderzenia) i obecność wielu pierścieni otaczających krater. Największymi potwierdzonymi kraterami uderzeniowymi w Układzie Słonecznym są:
| Nazwa                            | Mapa lub zdjęcie | Średnica [km] | Ciało niebieskie |
| -------------------------------- | ---------------- | ------------- | ---------------- |
| Utopia Planitia                  |                  | 3200          | Mars             |
| Basen Biegun Południowy – Aitken |                  | 2500          | Księżyc          |
| Hellas Planitia                  |                  | 2100          | Mars             |
| Argyre Planitia                  |                  | 1800          | Mars             |
| Caloris Basin                    |                  | 1550          | Merkury          |
| Isidis Planitia                  |                  | 1500          | Mars             |
| Mare Imbrium                     |                  | 1120          | Księżyc          |

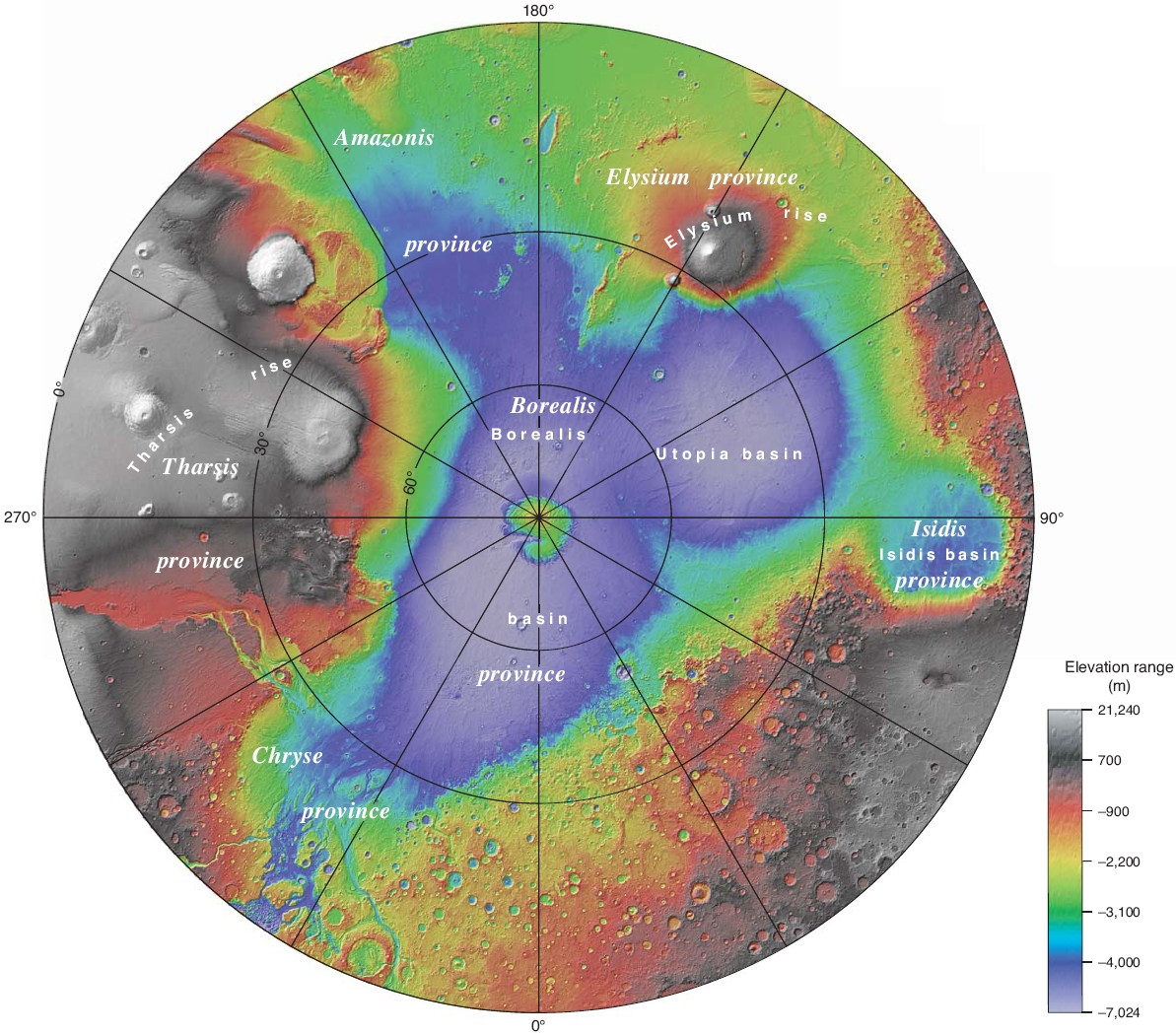
Topografia północnych nizin Marsa; nazwy jednostek na mapie są nieformalne

Inne struktury uderzeniowe o podobnych rozmiarach mogły nie zostać do tej pory zaobserwowane lub zidentyfikowane (z powodu niedostatecznej rozdzielczości zdjęć niektórych ciał, zwłaszcza dużych obiektów transneptunowych). Na północnej półkuli Marsa znajduje się rozległy obszar nizinny Vastitas Borealis, który jest podejrzewany o pochodzenie impaktowe już od lat 80. XX wieku. Mapa topograficzna północnej półkuli planety z 2005 roku ukazuje obniżenia terenu, w których można rozpoznać misy dwóch wielkich basenów uderzeniowych: Isidis i Utopia, oraz mniej pewnego, jeszcze rozleglejszego basenu Borealis.

## Kratery uderzeniowe na Ziemi

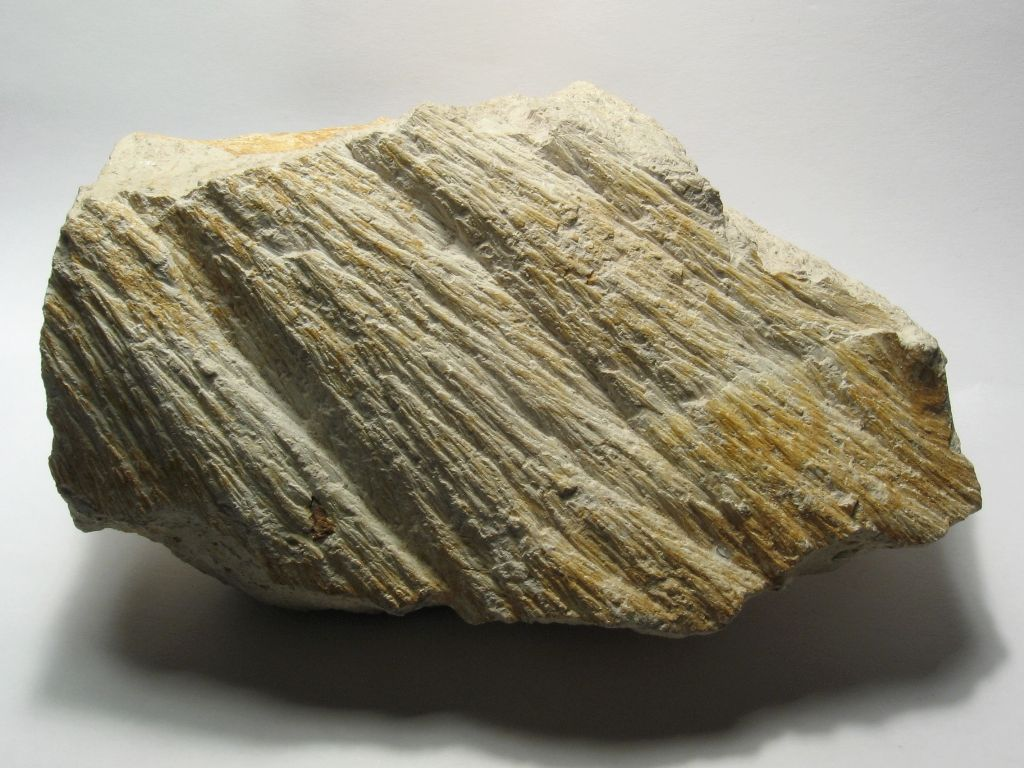
Typ struktury skalnej zwany stożkiem zderzeniowym (ang. shatter cone), jeden z potencjalnych indykatorów impaktu; szerokość ok. 13 cm, Krater Steinheim, Niemcy.

Kratery na Ziemi są często trudno dostrzegalne, gdyż zjawiska geologiczne, atmosferyczne i roślinność niszczą je lub kamuflują. Ponadto w ok. 70% przypadków ciało niebieskie spadające na Ziemię uderza w ocean, gdzie nawet duży obiekt może nie pozostawić krateru – takim zdarzeniem był np. upadek planetoidy Eltanin w plejstocenie.
Do 2020 roku odkryto 190 kraterów uderzeniowych na Ziemi. Najstarsze z nich to Suavjärvi w Karelii (w Rosji) sprzed ok. 2,4 miliarda lat, oraz Vredefort w Republice Południowej Afryki liczący sobie 2 miliardy lat. Krater Vredefort, mający wielopierścieniową strukturę o średnicy 300 kilometrów (właściwy krater ma 160 km średnicy), jest także największym potwierdzonym kraterem na Ziemi.
Największymi (potwierdzonymi) kraterami uderzeniowymi na Ziemi są:
1. Vredefort, Republika Południowej Afryki
2. Chicxulub, Meksyk, Ameryka Środkowa – związany z wymieraniem kredowym
3. Krater Sudbury koło miasta Sudbury, Ontario, Kanada
4. Popigaj, Kraj Krasnojarski, Rosja
5. Acraman, Australia Południowa
6. Manicouagan, Quebec, Kanada
7. Morokweng, Republika Południowej Afryki
8. Kara, Nieniecki Okręg Autonomiczny, Rosja
9. Beaverhead, Montana, USA
10. Tookoonooka, Queensland, Australia

Wszystkie te kratery mają średnicę nie mniejszą niż 55 km. Istnieją przypuszczenia, że jeszcze kilka dużych struktur na Ziemi, które pierwotnie miały kształt kolisty lub eliptyczny, jest dawnymi kraterami uderzeniowymi. Największa taka struktura leży pod lądolodem Antarktydy, jest to hipotetyczny krater na Ziemi Wilkesa. Mierzy on ponad 500 km średnicy, a jego wiek ocenia się na 250 milionów lat. Planetoida, która mogła wybić ten krater musiałaby mieć 40 km średnicy. Impakt ten, jeżeli rzeczywiście miał miejsce, mógł być jedną z głównych przyczyn masowego wymierania z przełomu permu i triasu i przyczynić się do osłabienia i rozpadu superkontynentu Gondwany. Innym przypuszczalnym kraterem o podobnej średnicy jest krater Śiwa u zachodnich wybrzeży Indii, związany wiekiem z wymieraniem kredowym.
Inne kratery:
- Krater Meteorytowy w Arizonie
- Krater Wolfe Creek w Australii
- Krater Kabira w Libii i Egipcie (przypuszczalny)
- Kaali kraater w Estonii
- Kratery na Morasku w Polsce